# Josep Alcácer
Josep Alcácer Alcocer (Liria, provincia de Valencia, Comunidad Valenciana, España, 9 de septiembre de 1979) es un exfutbolista y entrenador español de fútbol. Actualmente es asistente técnico de Carlos Corberán en el Valencia Club de Fútbol. 

## Trayectoria
Alcácer jugó para el Llíria CF y comenzó su carrera como entrenador en las categorías juveniles del club. El 15 de julio de 2003, después de dirigir las selecciones femeninas sub-17 y sub-25 de la Federación de Fútbol Valenciana, asumió el cargo de entrenador del equipo femenino del Levante UD.
Alcácer dejó el Levante el 23 de junio de 2006, después de ganar dos títulos de la Copa de la Reina de Fútbol. En julio de 2008, se convirtió en asistente de Abel Resino en el CD Castellón, y permaneció en el club hasta julio de 2009, a pesar de la marcha de Resino al Atlético de Madrid.
En junio de 2010, se convirtió en asistente de Manolo Preciado en el Sporting de Gijón.En los años siguientes, desempeñó el mismo papel en Elche CF, Getafe CF y Villarreal CF junto a Fran Escribá.
El 29 de agosto de 2020, Alcácer fue nombrado entrenador del AD Alcorcón B en la Tercera División. En julio de 2021, después de no lograr el ascenso en los play-offs, dejó el cargo. 
En abril de 2022, regresó a las funciones de asistente al unirse al cuerpo técnico de Aitor Karanka en el Granada CF. En noviembre, después del despido del entrenador, también dejó el club.
El 8 de enero de 2024, fue anunciado como nuevo entrenador de Liga de Quito de la Serie A de Ecuador en reemplazo de Luis Zubeldía.Disputó la final de la Recopa Sudamericana en partidos de ida y vuelta, dirigió ambos partidos como entrenador asistente, ya que su lugar como entrenador principal fue ocupado por Adrián Gabbarini, debido a que no contaba con la licencia para dirigir encuentros de CONMEBOL. A pesar de haber ganado 1-0 en el partido de ida, su equipo fue derrotado 2-0 en el partido de vuelta frente a Fluminense de Brasil.
El 23 de mayo de 2024, mediante un comunicado Liga de Quito anunció su salida del club por mutuo acuerdo.

## Clubes

### Como entrenador asistente
| Club              | País   | Asistente de               | Año       |
| ----------------- | ------ | -------------------------- | --------- |
| Castellón         | España | Abel Resino                | 2008-2009 |
| Villarreal B      | España | Paco Herrera (19 partidos) | 2010      |
| Villarreal B      | España | Adolfo Abad (1 partido)    | 2010      |
| Sporting de Gijón | España | Manolo Preciado            | 2010-2012 |
| Elche CF          | España | Fran Escribá               | 2012-2015 |
| Getafe CF         | España | Fran Escribá               | 2015-2016 |
| Villarreal CF     | España | Fran Escribá               | 2016-2017 |
| Granada CF        | España | Aitor Karanka              | 2022      |

### Como entrenador principal
| Club             | País    | Año       |
| ---------------- | ------- | --------- |
| Llíria           | España  | ?         |
| Levante Femenino | España  | 2002-2006 |
| AD Alcorcón B    | España  | 2020-2021 |
| Liga de Quito    | Ecuador | 2024      |

## Estadísticas como entrenador
| Equipo              | Div.  | Temporada | Liga  | Liga | Liga | Liga | Liga |       | Copa | Copa | Copa | Copa  |   | Internacional | Internacional | Internacional | Internacional | Internacional |   | Otros | Otros | Otros | Otros |   | Totales     | Totales | Totales | Totales | Totales | Totales | Totales | Totales | Totales |
| Equipo              | Div.  | Temporada | Part. | G    | E    | P    | Pos. | Part. | G    | E    | P    | Part. | G | E             | P             | Pos.          | Part.         | G             | E | P     | Part. | G     | E     | P | Rendimiento | GF      | GC      | Dif.    | Ptos.   |         |         |         |         |
| ------------------- | ----- | --------- | ----- | ---- | ---- | ---- | ---- | ----- | ---- | ---- | ---- | ----- | - | ------------- | ------------- | ------------- | ------------- | ------------- | - | ----- | ----- | ----- | ----- | - | ----------- | ------- | ------- | ------- | ------- | ------- | ------- | ------- | ------- |
| LDU Quito · Ecuador | 1.ª   | 2024      | 13    | 8    | 2    | 3    | Inc. | -     | -    | -    | -    | 5     | 1 | 1             | 3             | Inc.          | 2             | 1             | 0 | 1     | 20    | 10    | 3     | 7 | 55%         | 28      | 22      | +6      | 33      |         |         |         |         |
| LDU Quito · Ecuador | Total | Total     | 13    | 8    | 2    | 3    | -    | -     | -    | -    | -    | 5     | 1 | 1             | 3             | -             | 2             | 1             | 0 | 1     | 20    | 10    | 3     | 7 | 55%         | 28      | 22      | +6      | 33      |         |         |         |         |
| 1. 2.               |       |           |       |      |      |      |      |       |      |      |      |       |   |               |               |               |               |               |   |       |       |       |       |   |             |         |         |         |         |         |         |         |         |

#### Resumen por competencias
| Torneo              | PD | G  | E | P | GF | GC | Dif. | Rendimiento | Mejor resultado |
| ------------------- | -- | -- | - | - | -- | -- | ---- | ----------- | --------------- |
| Serie A de Ecuador  | 13 | 8  | 2 | 3 | 23 | 14 | +9   | 66.67%      | 4.º lugar       |
| Copa Libertadores   | 5  | 1  | 1 | 3 | 4  | 6  | -2   | 26.67%      | Fase de grupos  |
| Recopa Sudamericana | 2  | 1  | 0 | 1 | 1  | 2  | -1   | 50%         | Subcampeón      |
| Total               | 20 | 10 | 3 | 7 | 28 | 22 | +6   | 55%         | Sin títulos     |

## Palmarés

### Campeonatos nacionales
| Título           | Club    | País   | Año  |
| ---------------- | ------- | ------ | ---- |
| Copa de la Reina | Levante | España | 2004 |
| Copa de la Reina | Levante | España | 2005 |